# Hans Peter Thrige
Hans Peter Thrige (9. januar 1792 i København – 14. januar 1827) var en dansk skolemand, far til Søren Bloch Thrige.
Thrige var en søn af prokurator Søren Thrige (d. 1804) og Else Christence f. Koch (d. 1845). Da forældrenes ægteskab var blevet opløst 1792, blev han opdraget hos sin morfader i Horbelev præstegård, men da hans moder 1804 indgik et nyt ægteskab, med J.M. Hertz, der samme år var blevet domprovst i Roskilde, kom han i Roskilde Skole.
Derfra blev han dimitteret 1809 med udmærkelse, hvilket han ligeledes opnåede så vel ved 2. eksamen som ved den teologiske embedseksamen, som han underkastede sig 1814. 1812 havde han vundet Københavns Universitets Guldmedaille for besvarelsen af en historisk prisopgave. Efter endt eksamen blev han straks ansat ved Roskilde Katedralskole, og efter at have disputeret for den filosofiske doktorgrad 1819 blev han 1820 overlærer ved samme skole. Hans hovedfag var historie og geografi.
Han omtales som en fortrinlig lærer, men en tidlig død rev ham bort 1827. 1819 havde han ægtet Margarethe Christiane Marie Bloch (født 1798 død 1866), datter af rektor S.N.J. Bloch. Hun blev senere gift med sin svoger professor P.D.C. Paulsen.
Som forfatter mindes Thrige især på grund af sin doktordisputats: Historia Cyrenes, particula prior, som han senere fuldstændig omarbejdede og afsluttede, men først efter hans død blev den 1828 udgivet af svigerfaderen. Det er en værdifuld kilde til alle antikke kildesteder der omtaler Cyrenaikas historie, og således stadig brugbar for nutidens historikere. Det blev derfor genudgivet i Italien i 1940.